# Жан де ла Валет
Жан Парисот де ла Валет (4. фебруар 1495 – 21. август 1568) је био 49. велики мајстор Малтешког реда од 1557. године до своје смрти. Познат је по одбрани Малте од Турака 1565. године након чега је започео са изградњом нове малтежанске престонице - Валете.

## Биографија
Рођен је око 1494. године у угледној породици Валет у Кверсију, југозападна Француска. Чланови породице Валет учествовали су у бројним крсташким ратовима. Мало је познато о Валетовом раном животу. Придружио се реду Хоспиталаца када је имао око 20 година тј. 1514. године. Никада се није вратио у Француску на имање своје породице. Валета је присуствовао опсади Родоса 1522. године од стране османске војске предвођене Сулејманом Величанственим. Након губитка Родоса, шпански цар Карло V одобрио је Хоспиталцима да средиште реда пренесу на Малту. Валет је постао гувернер Триполија угроженог од стране Турака. Године 1538. затворен је на острву Гоцо након напада на једног човека. У поморској бици против Абдурахмана Куст Алија је рањен и пада у заробљеништво (1541). Берберски гусари га годину дана држе у заточеништву после чега је ослобођен приликом размене заробљеника. Године 1554. изабран је за капетана галија Малтешког реда. Три године касније изабран је за великог мајстора Реда. Валет је 1560. године приступио коалицији коју је створила Хабзбуршка династија за борбу против Турака. Циљ је био поновно освајање Триполија. Хришћани доживљавају пораз код Џерба. Године 1565. Османлије опседају Малту. Одбраном је руководио Валет. Турци су успешно одбијени од бројно много слабијих хришћана. Ред је након ове победе стекао славу. Валет је одбио идеју да издејствује независност од папе. Годину дана након опсаде Валет је приступио изградњи новог града. Град је назван по свом оснивачу: Humilissima Civitas Vallettae. Валета је умро 1568. године.